# 402 Chloe
Chloe (asteroide 402) é um asteroide da cintura principal com um diâmetro de 54,21 quilómetros, a 2,2699956 UA. Possui uma excentricidade de 0,1127408 e um período orbital de 1 494,71 dias (4,09 anos).
Chloe tem uma velocidade orbital média de 18,62110645 km/s e uma inclinação de 11,82138º.
Este asteroide foi descoberto em 21 de Março de 1895 por Auguste Charlois.